# Callianthe sellowiana
Callianthe sellowiana är en malvaväxtart som först beskrevs av Johann Friedrich Klotzsch, och fick sitt nu gällande namn av Donnell. Callianthe sellowiana ingår i släktet Callianthe och familjen malvaväxter. Inga underarter finns listade i Catalogue of Life.